# Fonte Nuova
Fonte Nuova es un municipio italiano situado en la ciudad metropolitana de Roma, en el Lacio. Tiene una población estimada, a fines de 2024, de 32 697 habitantes.